# Pacé (Ille-et-Vilaine)
Pacé település Franciaországban, Ille-et-Vilaine megyében. Lakosainak száma 11 815 fő (2022. január 1.). Pacé Rennes, L’Hermitage, La Chapelle-des-Fougeretz, Gévezé, La Mézière, Montgermont, Le Rheu, Saint-Gilles és Vezin-le-Coquet községekkel határos.

## Népesség
A település népességének változása:
| Lakosok száma | 2338 | 4954 | 7885 | 8294 | 11 044 | 11 531 | 11 739 | 11 825 | 12 004 | 11 815 |
|               | 1968 | 1982 | 1999 | 2006 | 2013   | 2015   | 2017   | 2018   | 2020   | 2022   |